# Людовит Фулла

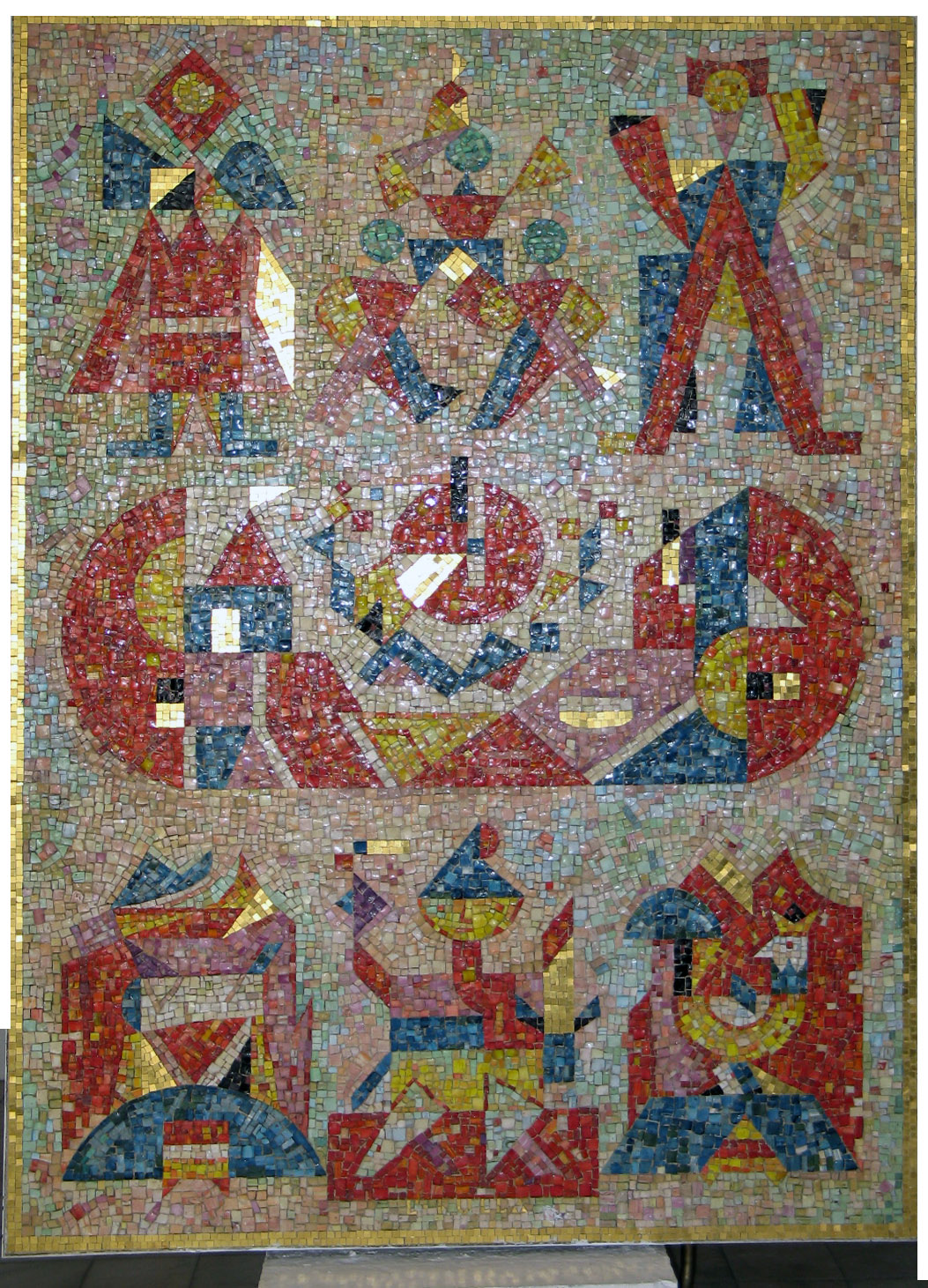
Мозаїка в музеї Людовіта Фулла

Людовит Фулла (словац. Ľudovít Fulla; 27 лютого 1902, Ружомберок, Австро-Угорщина (нині — Жилінський край, Словаччина) — 21 квітня 1980, Братислава
) — словацький живописець, ілюстратор, графік, сценограф, педагог. Професор. Народний художник Чехії (1963).
Один з чільних діячів словацької культури XX-го століття.

## Життєпис

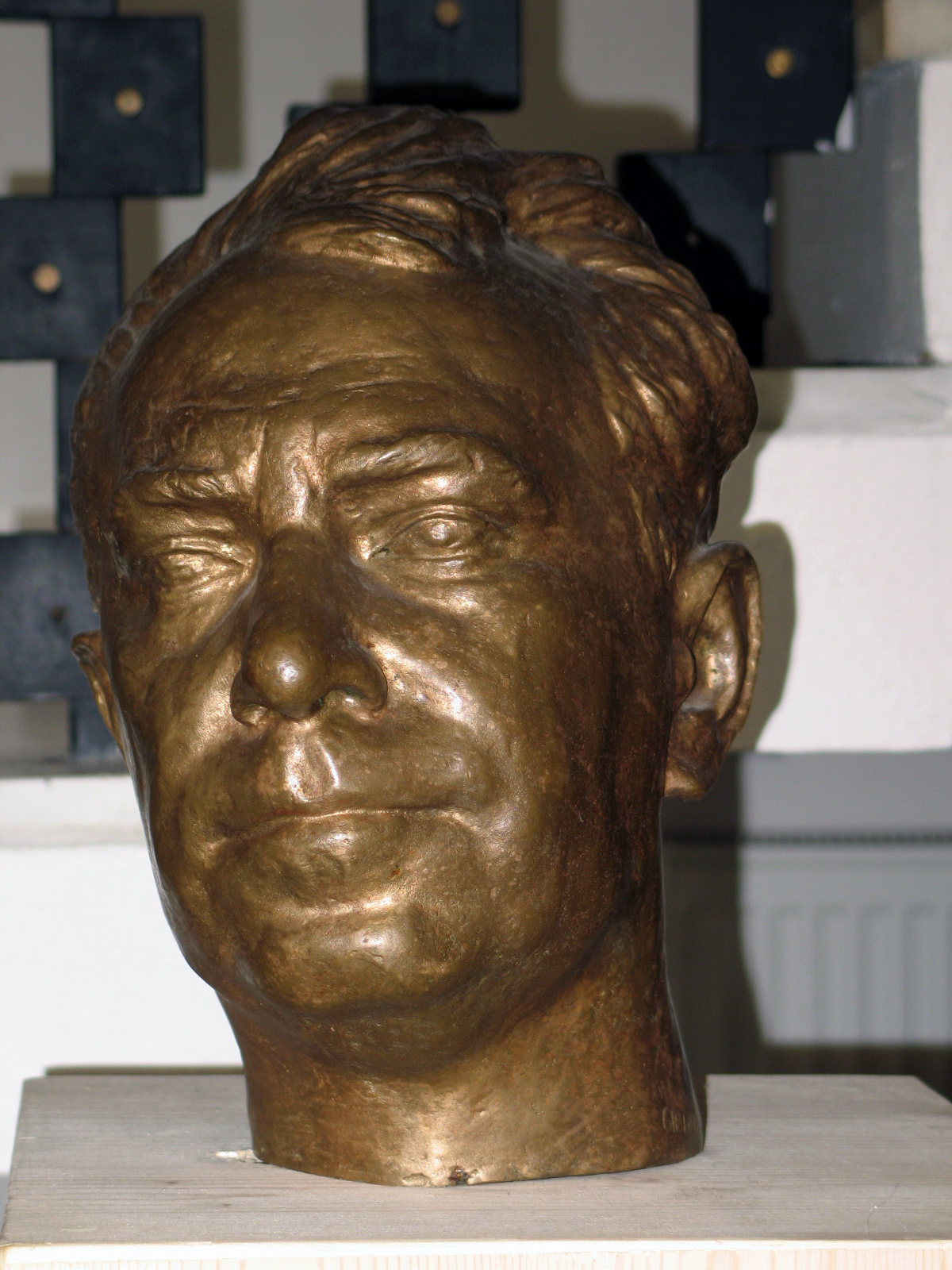
Бронзовий бюст Людовита Фулла в м. Ружомберок

У 1922-1927 навчався в художньо-промисловій школі у Празі. У 1929–1939 викладав у Школі мистецтв і ремесел в Братиславі, впроваджував прогресивні ідеї, близькі німецькому Баугаузу.
За свою роботу «Пісні і праця» в 1937 удостоєний Гран-прі на Всесвітній виставці в Парижі.
У 1949–1952 — голова департаменту монументально-декоративного живопису в недавно створеній Академії витончених мистецтв в Братиславі, яку залишив за політичними мотивами.
У 1956–1962 жив у Жиліні, де заснував персональну галерею. Присвятив себе живопису, графіці, малюнку, сценографії та книжковій ілюстрації.
Зробив значний внесок у становлення словацького модернізму. Творчо переосмислював окремі прийоми фовізму і народного лубка.
Його персональний стиль характеризується особливою «поетичною образністю», що спирається на синтез раціональних і емоційних елементів, яскраві кольори, знання народного мистецтва, східно-слов'янської іконографії і модернізму.
Людовит Фулла в 1920-ті був натхненний Празьким модерном. У своїх роботах, застосовував творчі принципи, Марка Шагала, Пабло Пікассо і Пауля Клее, Василя Кандинського.
Він і його друг Мікулаш Галанда були авторами маніфесту словацьких модерністів.
Твори Фулли («Словацька дівчина», «Повітряні кулі», «Словацька Мадонна», «Сільське весілля» та ін.) відрізняються епічною узагальненістю образного ладу, декоративністю колориту.
Людовит Фулла відомий також як художник-монументаліст (розписи костелу в Кліжске-Градіште, 1932–1934) і книжковий ілюстратор.